# Abdelmajid Chetali
Abdelmajid Chetali (Sousse, 4 de julho de 1939) é um ex-futebolista e treinador da Seleção Tunisiana de Futebol.

## Carreira
Como futebolista, Abdelmajid Chetali teve 70 apariações na Seleção Tunisiana de Futebol. como treinador, depois de ficar empatado pela Seleção Alemã de Futebol, derrotado pela Seleção Polonesa de Futebol e ser vitorioso contra a Seleção Mexicana de Futebol na Copa do Mundo de 1978 onde terminou na nona colocação entre os 16 participantes.